# Die Geschichte der Empfindlichkeit
Die Geschichte der Empfindlichkeit ist ein unvollendet gebliebener Romanzyklus des Schriftstellers Hubert Fichte (1935–1986). Der Zyklus erschien postum und fragmentarisch in siebzehn Bänden von 1987 bis 2006.

## Edition
Fichte hatte Die Geschichte der Empfindlichkeit 1974 begonnen und ursprünglich auf neunzehn Bände angelegt. Der Autor konnte sechs der vorliegenden Bände bis zu seinem Tod am 8. März 1986 noch als Typoskripte abschließend bearbeiten. Dies betrifft den größten Teil der Romane. Allerdings waren weitere Episoden geplant und viele Feature- und Hörspielmanuskripte konnten vom Autor nicht mehr überarbeitet werden. So sind, aus Sicht des Rezensenten Volker Hage, manche Rundfunkbeiträge in gedruckter Form für den Leser schwer nachvollziehbar.
Die Edition ist erschienen im Frankfurter S. Fischer Verlag. Vom gesamten Werk liegen siebzehn Bände vor, an denen als Herausgeber Gisela Lindemann, Torsten Teichert, Wolfgang von Wangenheim und Ronald Kay sowie – bei zwei Bänden – auch Fichtes Lebenspartnerin Leonore Mau beteiligt waren. Den Band Die zweite Schuld hatte der Autor mit einer Sperrfrist versehen. Deshalb konnte der im ursprünglichen Editionsplan an dritter Stelle stehende Band erst 2006 als letzter des Zyklus erscheinen.
Neben Romanen, die den größten Teil des Zyklus einnehmen, sind auch Essays, Reiseberichte, Interviews und Hörfunkbeiträge in Bänden vertreten, welche die Gattungsbezeichnung Glossen tragen.
Die größte Lücke im Vergleich zu Fichtes letzten Plänen klafft nach dem Band Explosion, wo er noch sieben weitere Bände vorgesehen hatte. Darunter waren drei Romane, die nun völlig fehlen. Für vier geplante Glossenbände hatte er zumindest schon umfangreiches Material ausgesucht, das sich nun in den Paralipomena befindet.

## Inhalt
Hauptfiguren des erzählerischen Teils sind der homosexuelle Schriftsteller Jäcki und seine Freundin, die Fotografin Irma. Handlungsorte sind Hamburg mit verschiedenen Kneipen und Schwulentreffs sowie Portugal, Brasilien und mehrere afrikanische Orte, wohin die beiden ausgedehnte Reisen machen.
Unter den Sachtexten finden sich ethnografische Essays, besonders über die synkretistischen Religionen Brasiliens, und Hörfunkbeiträge über literarische Vorbilder Fichtes.

### Zu einzelnen Bänden
Band I: Hotel Garni. Roman. Jäcki und Irma verbringen eine Nacht in einem nicht näher benannten Hotel Garni; das Datum der Nacht wird nicht genannt, vermutlich irgendwann Anfang der 1960er Jahre war. Sie erzählen einander den Teil ihrer Lebensgeschichten, den das Gegenüber noch nicht kennt. In Jackies Fall: Arbeit in einem Lager des Abbé Pierre bei Paris, Landwirtschaftslehre in Schleswig-Holstein, Praktikant auf einem Gestüt bei Hannover, Arbeitsschule Södertälje in Schweden, dann in die Provence. Durchgehendes Motiv in Jäckis Erzählung sind seine Beschreibungen homosexueller Erlebnisse. – Im zweiten Teil ist es Irma, die erzählt – von Kindheit und Jugend in Leipzig, von ersten Jungen- und Männerbekanntschaften, vom Umzug nach Hamburg nach dem Ende des Krieges, von ihrer Ehe, von ihren zwei Kindern.
Band II: Der Kleine Hauptbahnhof oder Lob des Strichs. Roman. Fortsetzung der Biographie Jäckis für die Jahre 1961 bis 1963, erzählt in 92 kurzen Kapiteln. Jäcki ist nach Hamburg zurückgekehrt. Im Mittelpunkt stehen Jäckis Erlebnisse in der Schwulenszene rund um den Hamburger Hauptbahnhof, sowie erste Veröffentlichungen in Zeitungen und Zeitschriften, sein erstes Buch, der Erzählungsband Der Aufbruch nach Turku, Beginn der Arbeit am ersten Roman: Das Waisenhaus, Teilnahme an der 1963er Tagung der Gruppe 47, die erste gemeinsame Wohnung, dann das Haus mit Irma und am Schluss die Erkenntnis: „Bi ist nicht halb so schwierig – bi ist doppelt so schlimm.“
Band III: Die zweite Schuld. Glossen. Eine Montage, bestehend aus fünfzehn Kapiteln, in deren Mittelpunkt das Literarische Colloquium 1963 in Berlin steht. Im Wechsel sind Fichtes eigene Erinnerungen sowie seine Interviews mit drei anderen damaligen Stipendiaten – Joachim Neugröschel, Elfriede Gerstl und Hermann Peter Piwitt – und dem Organisator und Leiter Walter Höllerer montiert. Der Band wird abgeschlossen durch die Wiederveröffentlichung von Fichtes früher Erzählung Im Tiefstall. – Der Untertitel des Buches ist Abbitte an Joachim Neugröschel. Fichte nimmt damit Bezug auf sein eigenes, ihm rückblickend als verwerflich vorkommendes Verhalten Neugröschel gegenüber in einer Situation des Colloquiums. – Das Buch wird eingeleitet durch eine Notiz des Herausgebers, die tatsächlich aber von Fichte selbst verfasst wurde und die einen ironischen Tonfall hat: Das Manuskript sei „lange verschollen“ gewesen, es erscheine „deutlich, daß das Interview mit dem Schriftsteller Hermann Peter Piwitt verstümmelt wurde“, es gebe eine „Aussage eines Angestellten der Biblioteca Nacional in Buenos Aires – der ungenannt bleiben möchte“, wonach die Piwitt-Aufnahmen von einem anderen Schriftsteller „übersprochen“ wurden. 
Band IV: Eine Glückliche Liebe. Roman. 1964. Jäcki und Irma in Cezimbra, Portugal. Jäcki ist beschäftigt mit letzten Korrekturen an seinem Roman Das Waisenhaus, Irma mit Fotografieren. Ein paar Male unternehmen sie Ausflüge nach Lissabon. Dass sie sich im Portugal der Zeit der Salazar-Diktatur aufhalten, bleibt ihnen immer bewusst. Das portugiesische Essen ist ebenso Thema ihrer Gespräche wie Jäckis immer wiederkehrendes Frotzeln über Irmas Arbeit als Fotografin. Jäcki zieht es erneut zu den örtlichen Strichjungen, bevor er nachts zu Irma ins Bett ihres gemeinsamen Hotel-Doppelzimmers zurückkehrt. Als Jäcki sich in einen der Jungen verliebt, will er Irma zur Eifersucht drängen, aber sie antwortet: „Ich bin nicht so schwach, wie du denkst.“ Der Roman endet in Paris, wo es Jäcki in ein auf schwule Kunden spezialisiertes Dampfbad zieht. (Der Roman wurde von Fichte 1984 abgeschlossen, lag also bei seinem Tod im März 1986 als druckreifes Typoskript vor.)
Band V: Alte Welt. Glossen. Texte aus den Jahren 1966 bis 1969: Tagebuchaufzeichnungen, Reisefeatures (Ergänzungen zu einem Reiseführer / Guide Bleu – Athen, Die Bidonvilles von Paris, Cartacalo/la und seine Zeit, Organisierte Ägyptenrundreise 1969), Kommentare von Fotofilmen (Der Tag eines unständigen Hafenarbeiters, Agadir – Bilder einer Stadt, Die Spanische Treppe), Briefe und die „Ausstattungsposse“ Ein Abend mit Cartacalo/la.
Band VI: Der Platz der Gehenkten. Roman. 1970. Jäcki in Marrakech, Marokko. Der Roman ist eine Sammlung von Eindrücken, protokollartigen Ausschnitten aus notierten Gesprächen und, in den längeren Passagen, Schilderungen von Begegnungen. Das Kompositionsprinzip dieser Sammlung korrespondiert mit einzelnen Suren des Korans. Der Titel bezieht sich auf den zentralen Marktplatz der Stadt, die Djemma el Fna.
Band VII: Explosion. Roman der Ethnologie
Psyche. Glossen. Texte und Gesprächsprotokolle aus den Jahren 1974 bis 1985, entstanden im Zusammenhang mit Afrikareisen Fichtes und in dessen „letzter Verfügung“ mit dem zusammenfassenden Titel Psyche versehen, weil er sich in ihnen, so Herausgeber Ronald Kay, „den Störungen des Geistes“ stelle.
Die Geschichte der Nanã. Roman. Die Geschichte seiner Mutter Dora Mascha erzählt aus der Sicht Jäckis und in Beziehung gesetzt zum Nanã-Mythos und seinen Riten. Geschrieben 1981, führen einige Episoden bis an die Erzählzeit; die meisten Episoden aus der Kindheit und Jugendzeit Detlevs/Jäckis sind Fichte-Lesern aus Das Waisenhaus, Detlevs Imitationen »Grünspan« und Versuch über die Pubertät bekannt. Im Zentrum steht dabei das Verhalten der Mutter während der Nazizeit gegenüber ihrem unehelichen Sohn.
Die schwarze Stadt. Glossen. Texte aus den Jahren 1978 bis 1980, die in New York entstanden größtenteils die Stadt sowie das Leben und die Kultur der Afroamerikaner zum Thema haben: Reportagen, Essays und Interviews (mit dem Fotografen Richard Avedon, dem Kunstpädagogen Michael Chisolm und anderen). Der Band wird abgeschlossen mit einem zentralen Text der Selbstverortung Fichtes: Mein Freund Herodot.
Hamburg Hauptbahnhof – Register. Zehn Kapitel, in denen in unterschiedlicher Weise Jäckis Leben der Jahre 1982 bis 1985 dargestellt wird. Einige Kapitel entsprechen noch am ehesten der Bezeichnung „Register“, wie sie geläufig ist (Liste von Begriffen oder Bezeichnungen), andere benutzen andere Formen. So ist das längste Kapitel die Abschrift eines weiteren Interviews Jäckis mit Wolli Köhler und dessen Freundin Linda. Der laut Herausgeber Ronald Kay den „Hauptkorpus“ der Geschichte der Empfindlichkeit abschließende Band beginnt mit der Feststellung „Jäcki kam in die Wechseljahre“, das vorletzte Kapitel trägt die Überschrift Todesarten. Wenige Monate nach der Zeit, auf die sich diese letzten Kapitel beziehen, starb Hubert Fichte im März 1986.
Paralipomena 1: Homosexualität und Literatur 1. Polemiken. Literaturkritische Texte aus den Jahren 1975 bis 1982 über Marquis de Sade, Daniel Casper von Lohenstein, Arthur Rimbaud, Claude Lévi-Strauss, Henry James und andere. Die Mehrzahl dieser Texte entstand im Zusammenhang mit Radioarbeiten Fichtes; sie lagen mit ihrer Veröffentlichung im Rahmen der Geschichte der Empfindlichkeit zum ersten Mal in gedruckter Form vor. Einige der Texte waren zuvor in Zeitschriften oder als Vor- oder Nachworte in Büchern erschienen. Der Sammlung vorangestellt ist der kurze Text Hubert Fichte warnt vor sich; es handelt sich dabei um die Einleitung zu Fichtes Eröffnungsrede seiner – ebenfalls von Lohenstein gewidmeten – Wiener Vorlesungen zur Literatur vom 7. Januar 1986; aufgrund seiner Erkrankung konnte er die Vorlesungen nicht fortsetzen, und es war dies sein letzter öffentlicher Auftritt.
Paralipomena 1: Homosexualität und Literatur 2. Polemiken. Fortsetzung der literaturkritischen Texte für die Jahre 1982 bis 1985; in diesem zweiten Band Texte über Arnfrid Astel, Jean Genet, Hans Henny Jahnn, François Villon und andere.
Paralipomena 4: Schulfunk. Hörspiele. Texte von elf Hörspielen Fichtes aus den Jahren 1968 bis 1985.

## Veröffentlichungen
- Band I – Hotel Garni. Roman. Herausgegeben von Torsten Teichert. S. Fischer, Frankfurt am Main 1987, ISBN 3-10-020712-2.
- Band II – Der Kleine Hauptbahnhof oder Lob des Strichs. Roman. Herausgegeben von Gisela Lindemann. S. Fischer, Frankfurt am Main 1988, ISBN 3-10-020714-9.
- Band III – Die Zweite Schuld. Glossen. Herausgegeben von Ronald Kay. S. Fischer, Frankfurt am Main 2006, ISBN 3-10-020751-3.
- Band IV – Eine Glückliche Liebe. Roman. Herausgegeben von Gisela Lindemann. S. Fischer, Frankfurt am Main 1988, ISBN 3-10-020716-5.
- Band V – Alte Welt. Glossen. Herausgegeben von Wolfgang von Wangenheim und Ronald Kay. S. Fischer, Frankfurt am Main 1992, ISBN 3-10-020720-3.
- Band VI – Der Platz der Gehenkten. Roman. Herausgegeben von Gisela Lindemann und Leonore Mau. S. Fischer, Frankfurt am Main 1989, ISBN 3-10-020718-1.
- Band VII – Explosion. Roman. Herausgegeben von Ronald Kay. S. Fischer, Frankfurt am Main 1993, ISBN 3-10-020727-0.

(die weiteren Bände außerhalb der Nummerierung)
- Forschungsbericht. Roman. Herausgegeben von Gisela Lindemann. S. Fischer, Frankfurt am Main 1989, ISBN 3-10-020722-X.
- Psyche. Glossen. Herausgegeben von Ronald Kay. S. Fischer, Frankfurt am Main 1990, ISBN 3-10-020723-9.
- Die Geschichte der Nanã. Roman. Herausgegeben von Ronald Kay. S. Fischer, Frankfurt am Main 1990, ISBN 3-10-020724-6.
- Die schwarze Stadt. Glossen. Herausgegeben von Wolfgang von Wangenheim. S. Fischer, Frankfurt am Main 1990, ISBN 3-10-020725-4.
- Hamburg Hauptbahnhof. Register. Herausgegeben von Ronald Kay. S. Fischer, Frankfurt am Main 1993, ISBN 3-10-020728-9.
- Paralipomena 1 – Homosexualität und Literatur 1. Polemiken. Herausgegeben von Torsten Teichert. S. Fischer, Frankfurt am Main 1987, ISBN 3-10-020713-0.
- Paralipomena 1 – Homosexualität und Literatur 2. Polemiken. Herausgegeben von Torsten Teichert. S. Fischer, Frankfurt am Main 1988, ISBN 3-10-020715-7.
- Paralipomena 2 – Das Haus der Mina in Sao Luiz de Maranhao. Herausgegeben von Ronald Kay. S. Fischer, Frankfurt am Main 1989, ISBN 3-10-020718-1.
- Paralipomena 3 – Paralipomena. Lil's Book. Herausgegeben von Ronald Kay. S. Fischer, Frankfurt am Main 1990, ISBN 3-10-020726-2.
- Paralipomena 4 – Schulfunk. Hörspiele. Herausgegeben von Gisela Lindemann. S. Fischer, Frankfurt am Main 1988, ISBN 3-10-020717-3.